# Saint-Maurice-Étusson
Saint-Maurice-Étusson es una comuna nueva francesa situada en el departamento de Deux-Sèvres, de la región de Nueva Aquitania.

## Historia
Fue creada el 1 de enero de 2016, en aplicación de una resolución del prefecto de Deux-Sèvres de 24 de septiembre de 2015 con la unión de las comunas de Étusson y Saint-Maurice-la-Fougereuse, pasando a estar el ayuntamiento en la antigua comuna de Saint-Maurice-la-Fougereuse.

## Demografía
| Gráfica de evolución demográfica de Saint-Maurice-Étusson entre 1800 y 2013 |
|                                                                             |

Los datos entre 1800 y 2013 son el resultado de sumar los parciales de las dos comunas que forman la nueva comuna de Saint-Maurice-Étusson, cuyos datos se han cogido de 1800 a 1999, para las comunas de Étusson y Saint-Maurice-la-Fougereuse de la página francesa EHESS/Cassini. Los demás datos se han cogido de la página del INSEE.

## Composición
| Comuna delegada             | Código INSEE | Población (2013) | Superficie (km²) | Densidad (hab./km²) |
| --------------------------- | ------------ | ---------------- | ---------------- | ------------------- |
| Étusson                     | 79113        | 350              | 20.97            | 17                  |
| Saint-Maurice-la-Fougereuse | 79280        | 538              | 35.84            | 15                  |